# Arcidiocesi di Panama

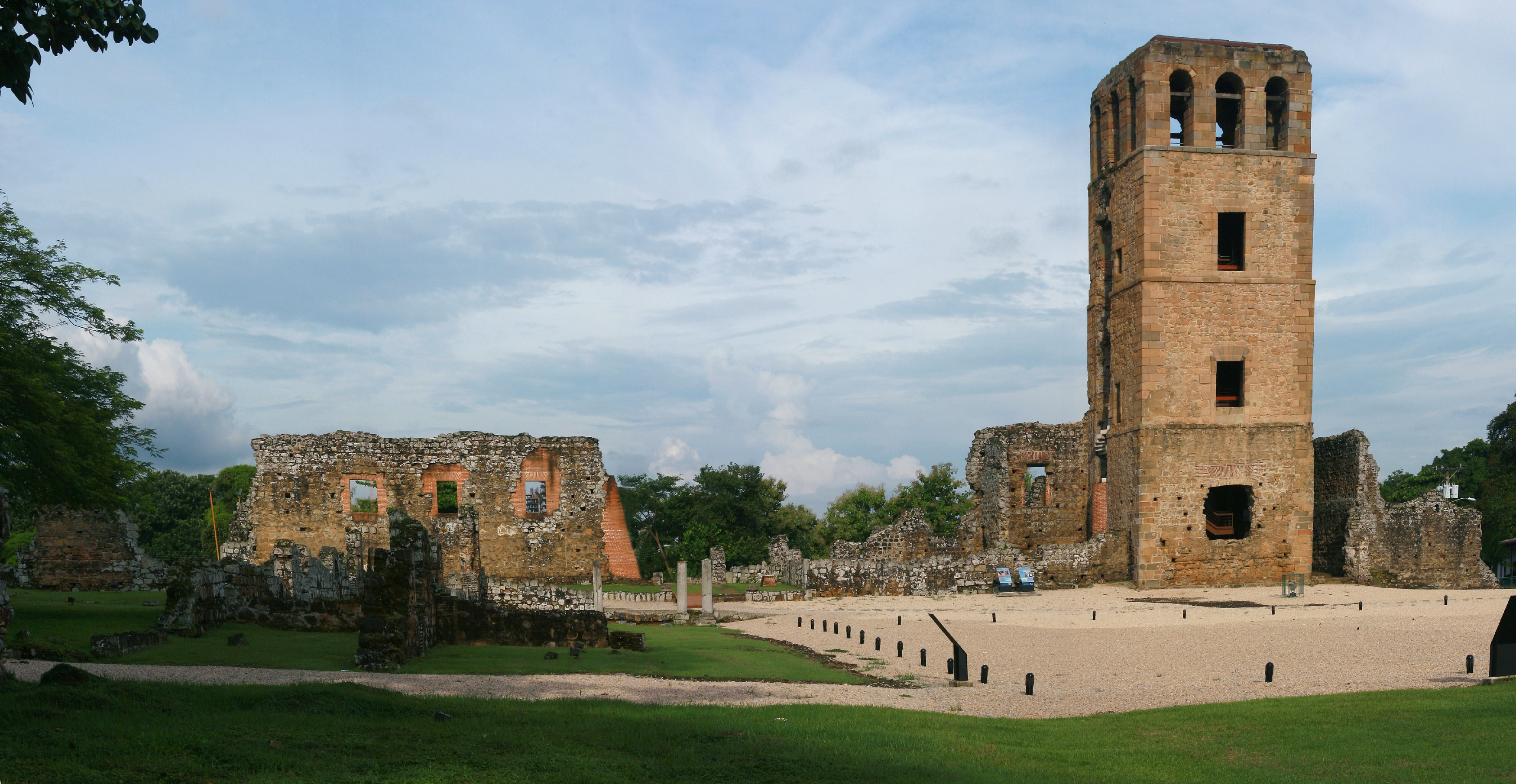
La torre e le rovine della primitiva cattedrale di Santa María de La Antigua a Panamá Viejo.

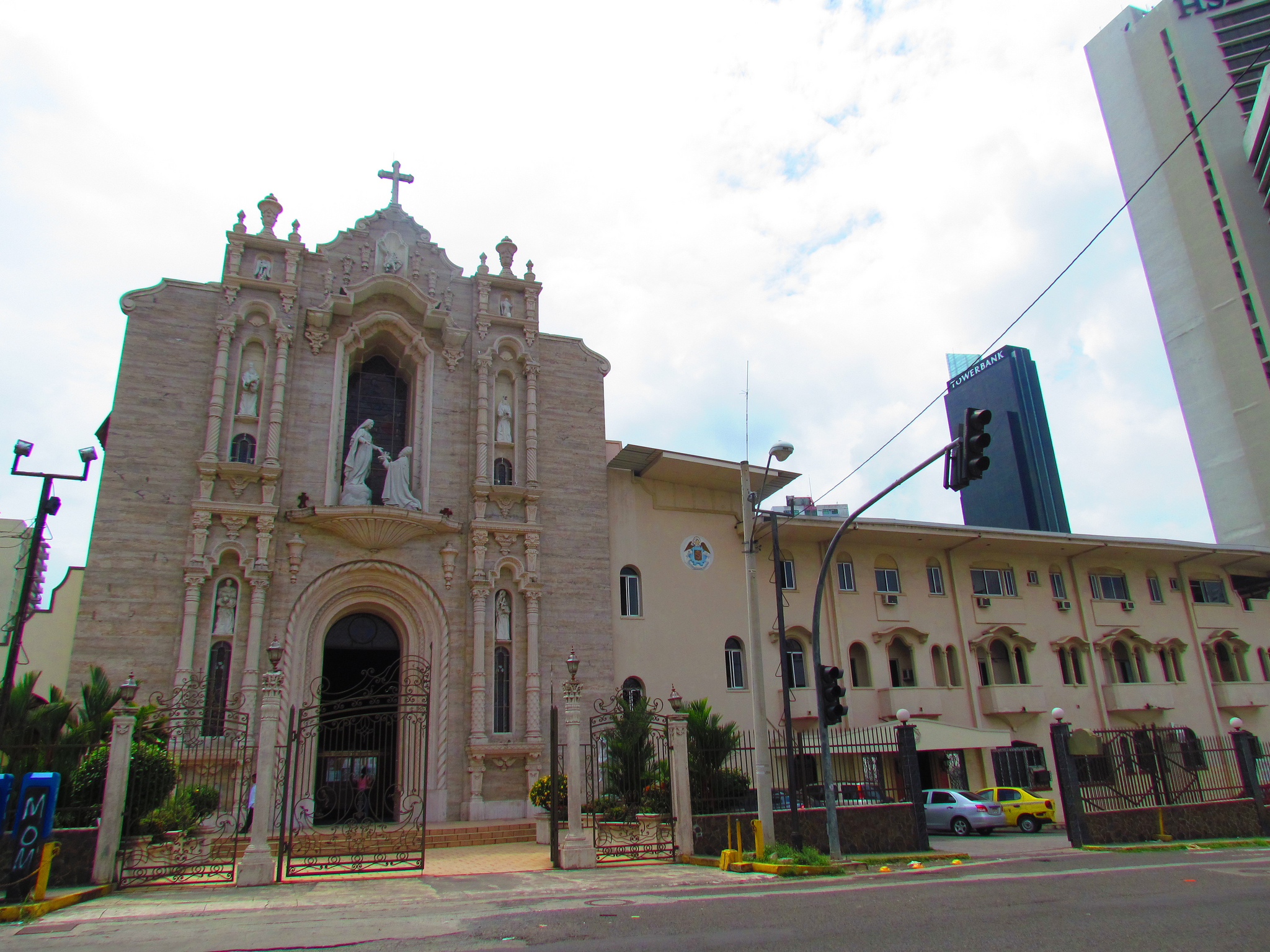
Il Santuario Nacional del Corazón de María di Panama.

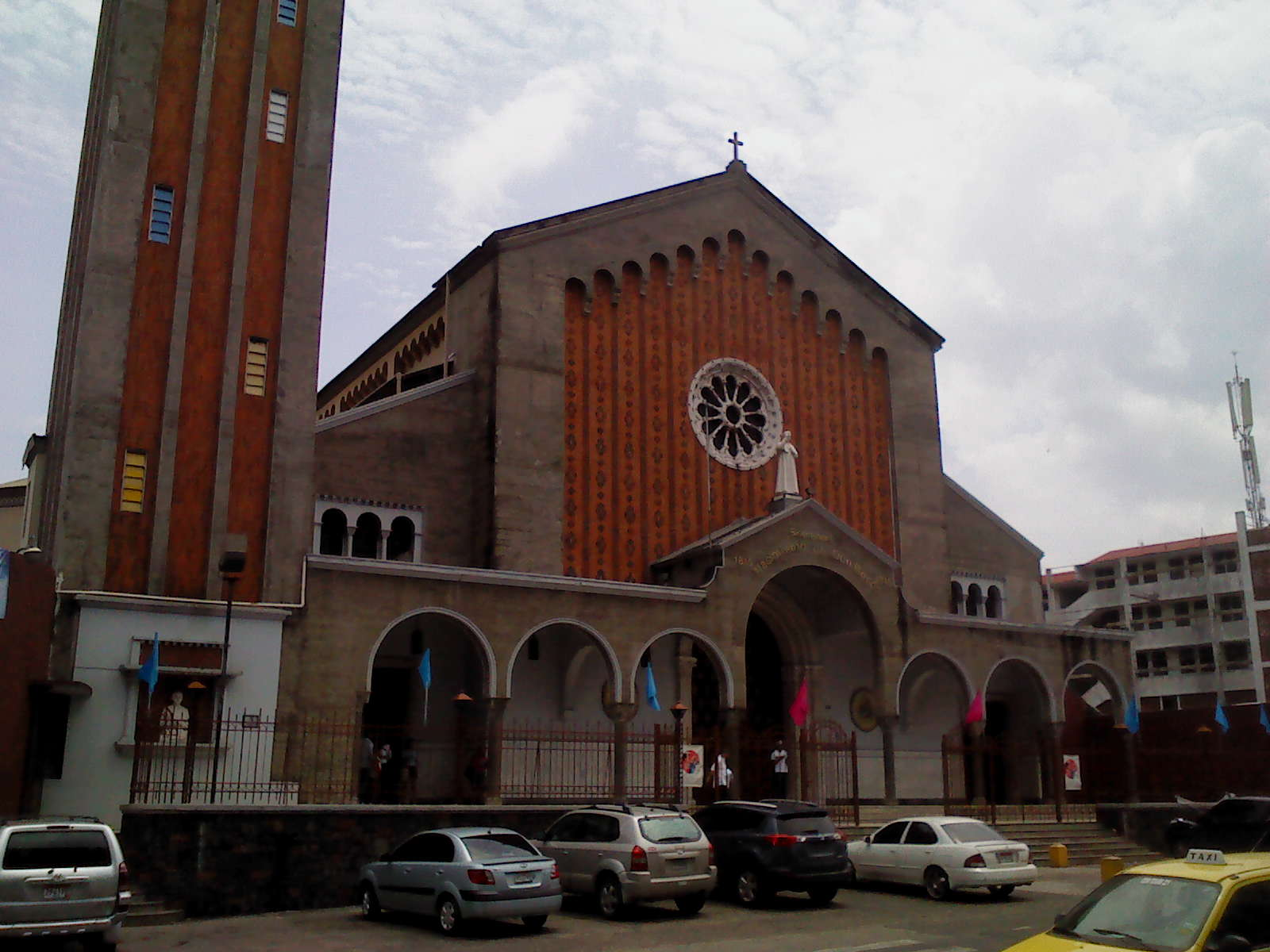
La basilica minore di Don Bosco a Panama.

L'arcidiocesi di Panama (in latino Archidioecesis Panamensis) è una sede metropolitana della Chiesa cattolica a Panama. Nel 2023 contava 1.876.330 battezzati su 2.208.500 abitanti. È retta dall'arcivescovo José Domingo Ulloa Mendieta, O.S.A.

## Territorio
L'arcidiocesi comprende la provincia di Panama.
Sede arcivescovile è la città di Panama, dove si trova la cattedrale dell'Assunzione di Maria Vergine. Nella capitale panamense sorgono anche la basilica minore di Don Bosco e il santuario nazionale del Cuore di Maria.
Il territorio si estende su 11.957 km² ed è suddiviso in 96 parrocchie, raggruppate in 4 zone pastorali: San Francesco di Paola-Panama Ovest, Santa María la Antigua-Panama Centro, Cristo Redentore-Panama Nord, Cristo Redentore-Panama Est.

### Provincia ecclesiastica
La provincia ecclesiastica di Panama, istituita nel 1955, comprende le seguenti suffraganee:
- la diocesi di David, eretta il 6 marzo 1955;
- la diocesi di Chitré, eretta il 21 luglio 1962;
- la prelatura territoriale di Bocas del Toro, eretta il 17 ottobre 1962;
- la diocesi di Santiago de Veraguas, eretta il 13 luglio 1963;
- la diocesi di Colón-Kuna Yala, eretta il 15 dicembre 1988 con il nome di "diocesi di Colón", modificato in quello attuale nel 1997;
- la diocesi di Penonomé, eretta il 18 dicembre 1993.

## Storia
La diocesi di Santa María de La Antigua fu eretta da papa Leone X il 9 settembre 1513 e lo stesso giorno, con la bolla Pastoralis officii debitum, fu nominato primo vescovo il francescano Juan de Quevedo Villegas. Si tratta della prima diocesi sulla terraferma americana. Originariamente era suffraganea dell'arcidiocesi di Siviglia.
Nel 1524 il vescovo Vicente de Peraza, che già aveva preso possesso della diocesi per procura nel 1522, arrivò in America e, su istanza del governatore Pedrerias, trasferì la sede a Panama. Questo trasferimento però non era ufficiale, poiché né lui né il governatore avevano l'autorità per prendere una tale decisione, che era di competenza solo del pontefice. Tuttavia già prima del 1533 la chiesa parrocchiale di Panama vecchia (Panamá Viejo) era considerata la cattedrale della diocesi.
Il trasferimento ufficiale della sede vescovile avvenne l'11 febbraio 1534 con il breve Illius fulciti presidio di papa Clemente VII.
Il 24 aprile e il 3 novembre 1534 cedette porzioni del suo territorio a vantaggio dell'erezione rispettivamente delle diocesi di Cartagena (oggi arcidiocesi) e di León in Nicaragua.
Il 12 febbraio 1546 entrò a far parte della provincia ecclesiastica dell'arcidiocesi di Lima.
Il 22 agosto dello stesso anno cedette un'altra porzione di territorio a vantaggio dell'erezione della diocesi di Popayán (oggi arcidiocesi).
Nei suoi primi decenni di vita non era chiaro il titolo della diocesi, come emerge nelle titolature dei documenti coevi dei vescovi: Juan de Quevedo si intitola "vescovo di Santa Maria", Vicente de Peraza "vescovo del Darién", Tomás de Berlanga "vescovo di Castilla de Oro" (Castellae aureae), e Pablo de Torres, oltre ai due titoli precedenti, è designato anche con i titoli di "episcopus Continentis" e "obispo de Tierra Firme". Solo con Juan de Vaca (1561-1565) appare per la prima volta di titolo di "vescovo di Panama".
Nel 1751 ebbe la cattedra vescovile il primo vescovo panamense, Francisco Javier de Luna Victoria y Castro.
La primitiva cattedrale fu distrutta nel 1671, quando l'intera città (oggi nota con il nome di Panamá Viejo) fu data alle fiamme dal pirata Henry Morgan. La cattedrale attuale fu costruita nel Casco Antiguo di Panama e consacrata nel 1796.
Il 22 aprile 1836 in virtù della bolla Romanorum Pontificum di papa Gregorio XVI la diocesi divenne suffraganea dell'arcidiocesi di Bogotà e tale rimase fino al 1900, quando entrò a far parte della provincia ecclesiastica di Cartagena.
Il 29 novembre 1925 cedette un'altra porzione di territorio a vantaggio dell'erezione del vicariato apostolico del Darién e contestualmente fu elevata al rango di arcidiocesi immediatamente soggetta alla Santa Sede.
Il 6 marzo 1955 ha ceduto un'ulteriore porzione di territorio a vantaggio dell'erezione della diocesi di David e nel contempo è stata nuovamente elevata al rango di sede metropolitana con la bolla Etsi cotidie di papa Pio XII.
Il 21 luglio 1962, il 13 luglio 1963 e il 18 dicembre 1993 ha ceduto ancora porzioni del suo territorio a vantaggio dell'erezione rispettivamente delle diocesi di Chitré, di Santiago de Veraguas e di Penonomé.
Il 9 settembre 1999 l'arcivescovo José Dimas Cedeño Delgado ha decretato che la vergine Maria, madre di Dio, nota con il titolo di Santa María la Antigua, sia la patrona dell'arcidiocesi.
Nel gennaio del 2019 è stata sede della XXXIV Giornata mondiale della gioventù.

## Cronotassi dei vescovi
Si omettono i periodi di sede vacante non superiori ai 2 anni o non storicamente accertati.
- Juan de Quevedo Villegas, O.F.M.Obs. † (9 settembre 1513 - 24 dicembre 1519 deceduto)
- Vicente de Peraza, O.P. † (5 dicembre 1520 - settembre/ottobre 1524[11] o inizi del 1526[12] deceduto)
  - Martin de Bejar, O.F.M. † (1527 o 1529 ?) (vescovo eletto ?)[13]
- Tomás de Berlanga, O.P. † (11 febbraio 1534 - 1537 dimesso)
  - Sede vacante (1537-1546)
- Pablo de Torres, O.P. † (27 gennaio 1546 - 1560 deceduto)
- Juan de Vaca (Baca), O.S.B. † (27 giugno 1561 - 1565 deceduto)
- Francisco de Abrego † (15 febbraio 1566 - 26 luglio 1574 deceduto)
- Manuel de Mercado Aldrete, O.S.H. † (28 marzo 1576 - 4 aprile 1580 deceduto)
- Bartolomé de Ledesma, O.P. † (20 ottobre 1580 - 3 giugno 1583 nominato vescovo di Antequera)
  - Sede vacante (1583-1587)
- Bartolomé Martinez Menacho y Mesa (Mechado) † (27 aprile 1587 - 30 aprile 1593 nominato arcivescovo di Santafé en Nueva Granada)
- Pedro Duque de Rivera, S.I. † (27 luglio 1594 - dicembre 1594 deceduto)
  - Sede vacante (1594-1598)
- Antonio Calderón de León † (25 maggio 1598 - 4 luglio 1605 nominato vescovo di Santa Cruz de la Sierra)
- Agustín de Carvajal, O.S.A. † (18 luglio 1605 - 7 maggio 1612 nominato vescovo di Huamanga)
- Francisco de la Cámara y Raya, O.P. † (15 aprile 1613 - 18 agosto 1624 deceduto)
- Cristóbal Martínez de Salas, O.Praem. † (27 ottobre 1625 - 22 ottobre 1640 deceduto)
- Hernando de Ramírez y Sánchez, O.SS.T. † (16 settembre 1641 - 11 aprile 1652 deceduto)
  - Sede vacante (1652-1655)
- Bernardo de Izaguirre Reyes † (21 aprile 1655 - 31 luglio 1662 nominato vescovo di Cusco)
  - Diego López de Vergara y Aguilar † (8 agosto 1662 - ?) (vescovo eletto)
- Sancho Pardo de Andrade de Figueroa y Cárdenas † (24 marzo 1664 - gennaio 1671 deceduto)
- Antonio de León y Becerra † (21 marzo 1672 - 19 ottobre 1676 nominato vescovo di Trujillo)
- Lucas Fernández de Piedrahita † (16 novembre 1676 - 29 marzo 1688 deceduto)
- Diego Ladrón de Guevara † (6 giugno 1689 - 11 aprile 1699 nominato vescovo di Huamanga)
- Juan de Argüelles, O.S.A. † (18 maggio 1699 - 21 marzo 1711 nominato vescovo di Arequipa)
  - Sede vacante (1711-1714)
- Juan José Llamas Rivas, O.Carm. † (13 gennaio 1714 - 1º aprile 1719 deceduto)
- Bernardo Serrada, O.Carm. † (3 marzo 1721 - 19 dicembre 1725 nominato vescovo di Cusco)
- Agustín Rodríguez Delgado † (19 dicembre 1725 - 17 dicembre 1731 nominato vescovo di La Paz)
- Pedro Morcillo Rubio de Suñón † (17 dicembre 1731 - 18 aprile 1742 nominato vescovo di Cusco)
  - Diego de Salinas y Cabrera, O.S.A. † (1742 - 1742 dimesso) (vescovo eletto)
- Juan de Castañeda † (9 luglio 1742 - 20 gennaio 1749 nominato vescovo di Cusco)
- Felipe Manrique de Lara † (21 luglio 1749 - 23 febbraio 1750 nominato vescovo di Huamanga)
  - Juan Bautista Taborga (Tabarga) y Durana † (23 febbraio 1750 - luglio 1750 deceduto) (vescovo eletto)
- Valentín Moran Menéndez, O. de M. † (23 settembre 1750 - 15 marzo 1751 nominato vescovo delle Isole Canarie)
- Francisco Javier de Luna Victoria y Castro † (17 maggio 1751 - 13 marzo 1758 nominato vescovo di Trujillo)
- Juan Manuel Jeronimo de Romaní y Carrillo † (13 marzo 1758 - 26 settembre 1763 nominato vescovo di Cusco)
- Miguel Moreno y Ollo † (19 dicembre 1763 - 12 marzo 1770 nominato vescovo di Huamanga)
- Francisco de los Ríos y Armengol, O.P. † (28 maggio 1770 - 17 novembre 1776 deceduto)
- José Antonio Umeres de Miranda (Humeres) † (15 dicembre 1777 - 11 settembre 1791 deceduto)
- Remigio de La Santa y Ortega † (18 giugno 1792 - 24 luglio 1797 nominato vescovo di La Paz)
- Manuel Joaquín González de Acuña y Saenz † (24 luglio 1797 - 20 luglio 1813 deceduto)
  - Simón López García, C.O. † (1814 - 18 dicembre 1815 nominato vescovo di Orihuela) (vescovo eletto)
- José Higinio Durán y Martel, O. de M. † (18 dicembre 1815 - 22 ottobre 1823 deceduto)
  - Sede vacante (1823-1835)
- Juan José Cabarcas González y Argüello † (24 luglio 1835 - 16 aprile 1847 deceduto)
- Juan Francisco del Rosario Manfredo y Ballestas † (21 aprile 1847 succeduto - 21 aprile 1850 deceduto)
  - Sede vacante (1850-1855)
- Eduardo Vásquez, O.P. † (17 agosto 1855[14] - 3 gennaio 1870 deceduto)
- Ignacio Antonio Parra † (21 marzo 1870 - prima del 19 agosto 1875 dimesso[15])
- José Telésphor Paúl y Vargas, S.I. † (17 settembre 1875 - 6 agosto 1884 nominato arcivescovo di Santafé en Nueva Granada)
- Jose Alejandro Peralta † (4 giugno 1886 - 8 luglio 1899 deceduto)
- Francisco Javier Junguito, S.I. † (15 aprile 1901 - 21 ottobre 1911 deceduto)
- Guillermo Rojas y Arrieta, C.M. † (21 marzo 1912 - 4 febbraio 1933 deceduto)
- Juan José Maíztegui y Besoitaiturria, C.M.F. † (24 febbraio 1933 - 28 settembre 1943 deceduto)
- Francisco Beckmann, C.M.F. † (13 gennaio 1945 - 30 ottobre 1963 deceduto)
- Tomás Alberto Clavel Méndez † (3 marzo 1964 - 18 dicembre 1968 dimesso[16])
- Marcos Gregorio McGrath, C.S.C. † (5 febbraio 1969 - 18 aprile 1994 ritirato)
- José Dimas Cedeño Delgado (18 aprile 1994 - 18 febbraio 2010 ritirato)
- José Domingo Ulloa Mendieta, O.S.A., dal 18 febbraio 2010

## Statistiche
L'arcidiocesi nel 2023 su una popolazione di 2.208.500 persone contava 1.876.330 battezzati, corrispondenti al 85,0% del totale.
| anno | popolazione | popolazione | popolazione | presbiteri | presbiteri | presbiteri | presbiteri                | diaconi | religiosi | religiosi | parrocchie |
| anno | battezzati  | totale      | %           | numero     | secolari   | regolari   | battezzati per presbitero | diaconi | uomini    | donne     | parrocchie |
| ---- | ----------- | ----------- | ----------- | ---------- | ---------- | ---------- | ------------------------- | ------- | --------- | --------- | ---------- |
| 1949 | 530.000     | 550.000     | 96,4        | 97         | 36         | 61         | 5.463                     |         | 95        | 215       | 50         |
| 1966 | 541.135     | 584.600     | 92,6        | 128        | 35         | 93         | 4.227                     |         |           | 21        | 44         |
| 1970 | 659.000     | 689.200     | 95,6        | 145        | 50         | 95         | 4.544                     |         | 109       | 146       | 46         |
| 1976 | 798.606     | 887.340     | 90,0        | 152        | 47         | 105        | 5.253                     |         | 138       | 303       | 56         |
| 1980 | 898.299     | 998.110     | 90,0        | 157        | 41         | 116        | 5.721                     | 7       | 170       | 290       | 61         |
| 1990 | 1.132.840   | 1.258.713   | 90,0        | 185        | 72         | 113        | 6.123                     | 19      | 198       | 313       | 89         |
| 1999 | 985.000     | 1.094.000   | 90,0        | 148        | 62         | 86         | 6.655                     | 52      | 115       | 331       | 85         |
| 2000 | 1.299.000   | 1.444.000   | 90,0        | 213        | 86         | 127        | 6.098                     | 51      | 182       | 331       | 87         |
| 2001 | 1.299.000   | 1.444.000   | 90,0        | 218        | 91         | 127        | 5.958                     | 51      | 156       | 331       | 87         |
| 2002 | 633.705     | 704.117     | 90,0        | 203        | 91         | 112        | 3.121                     | 52      | 142       | 218       | 86         |
| 2003 | 633.705     | 704.117     | 90,0        | 199        | 87         | 112        | 3.184                     | 52      | 156       | 218       | 86         |
| 2004 | 633.705     | 704.117     | 90,0        | 197        | 80         | 117        | 3.216                     | 48      | 161       | 218       | 88         |
| 2013 | 1.648.000   | 1.740.000   | 94,7        | 149        | 84         | 65         | 11.060                    | 55      | 122       | 255       | 96         |
| 2016 | 1.728.968   | 2.033.000   | 85,0        | 205        | 84         | 121        | 8.433                     | 68      | 236       | 256       | 96         |
| 2019 | 1.777.600   | 2.090.700   | 85,0        | 176        | 88         | 88         | 10.100                    | 86      | 195       | 256       | 84         |
| 2021 | 1.828.475   | 2.151.000   | 85,0        | 176        | 88         | 88         | 10.389                    | 86      | 165       | 256       | 84         |
| 2023 | 1.876.330   | 2.208.500   | 85,0        | 178        | 90         | 88         | 10.541                    | 56      | 165       | 256       | 96         |